# Katádfa
Katádfa je selo u južnoj Mađarskoj.
Zauzima površinu od 4,39 km četvornih.

## Zemljopisni položaj
Nalazi se na 46° sjeverne zemljopisne širine i 17° 52' istočne zemljopisne dužine. Denčaz je 1,5 km zapadno, Szentegát je 3 km jugozapadno, Bánfa je 100 m istočno, Sumonjski ribnjak je 2 km južno, Sedijanaš je 4 km istočno, Biduš je 1,5 km sjeveroistočno, a Botka je 4 km sjeverno. Kotarsko sjedište Siget je sjeverozapadno.

## Upravna organizacija
Upravno pripada Sigetskoj mikroregiji u Baranjskoj županiji. Poštanski broj je 7914.

## Promet
3,5 km sjeverno i 4 km jugoistočno od sela prolazi željeznička pruga.

## Stanovništvo
Katádfa ima 173 stanovnika (2001.). Mađara je preko 70%. Roma, koji imaju svoju manjinsku samoupravu, je 7&, a nepoznato i neizjašnjenih je 21%. 48% je rimokatolika, 20% je kalvinista, 7% bez vjere, a nepoznato i neizjašnjene vjere je 22%.

## Vanjske poveznice
- (mađ.) Katádfa Önkormányzatának honlapja
- Katádfa na fallingrain.com